# Nomenclature Cahn-Ingold-Prelog
Pour les articles homonymes, voir CIP.

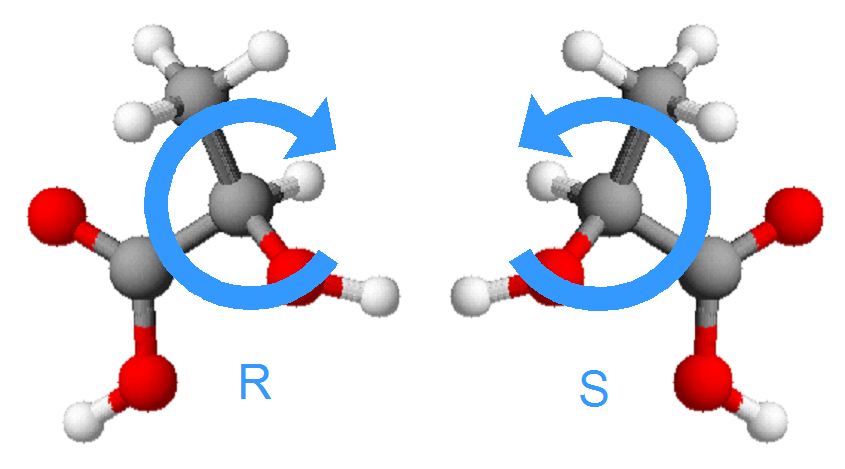
Exemple d'application des règles de Cahn-Ingold-Prelog.

En chimie organique, les règles de priorité de Cahn, Ingold et Prelog (conventions CIP) sont un ensemble de lois utilisées pour nommer des stéréoisomères. Elles définissent la configuration absolue puisqu'elles sont applicables à tous types de molécules, sur la base de critères non ambigus.
Parmi ces règles, on retrouve la nomenclature R/S (carbones asymétriques), la diastéréoisomérie E/Z, mais pas l'isomérie cis-trans (cette dernière étant définie par l'encombrement stérique). Ces nomenclatures reviennent à décrire le sens de rotation des substituants autour d'un centre stéréogène selon leur priorité relative.

## Histoire
Ces règles ont été élaborées par les chimistes Cahn, Ingold et Prelog, qui se sont engagés en 1966, lors de la conférence de Bürgenstock en Suisse, à les utiliser dans l'ensemble de leurs articles.

## Caractérisation
À des fins encyclopédiques, on présentera ici non pas les règles en elles-mêmes, mais le procédé qu'elles décrivent.

### Établissement des priorités
À chaque substituant (groupement d'atomes) liés au centre stéréogène (le plus souvent un carbone asymétrique en chimie organique) on attribue un ordre de priorité.

#### Définition
On définit d'abord la priorité d'un substituant par le numéro atomique Z de l'atome directement lié (avec une seule liaison) au centre stéréogène. L'atome avec le numéro atomique le plus élevé aura la priorité la plus importante. Dans le cas d'isotopes, l'isotope de nombre de masse supérieur est prioritaire.

#### Récursivité
Quand deux substituants sont liés au centre stéréogène par des atomes identiques, on compare entre eux les atomes eux-mêmes reliés aux atomes identiques situés à la proximité suivante (deux liaisons). On obtient 2 listes, que l'on classe par ordre de numéro atomique décroissant, puis on compare alors 2 à 2 les atomes de ces listes, la première différence établissant le classement. Si les listes sont identiques, on continue le même procédé : on poursuit la comparaison dans les proximités suivantes de la ramification prioritaire.

#### Précisions sur le niveau d'abstraction
Les liaisons multiples sont comptées comme autant de liaisons simples, et chaque atome engagé dans une liaison multiple est répété autant de fois qu'il est lié dans cette liaison. Cependant, on ne poursuivra l'arborescence qu'à partir d'un seul de ces atomes s'il est nécessaire de regarder la proximité suivante.

### Sens de rotation
Par convention, on "regarde" la molécule dans l'axe formé par le centre stéréogène et l'atome nodal du substituant le moins prioritaire. Il s'agit de savoir si les priorités des autres substituants sont présentés d'une façon horaire ou antihoraire, c'est-à-dire quel est le sens de la croissance de leur ordre de priorité (qu'on a établi précédemment) en regardant le plan formé par les atomes nodaux des 3 groupes les plus prioritaires et qui est perpendiculaire à l'axe.
L'isomère R (du latin rectus) est vers la droite, soit une configuration où les substituants prioritaires « tournent » dans le sens horaire. L'isomère S (du latin sinister) correspond à la rotation anti-horaire.
On se référera à la molécule en ajoutant « R- » ou « S- » au début du nom de la molécule (selon la nomenclature standard).

## Multiplicité de centres stéréogènes
Une molécule peut contenir plusieurs centres stéréogènes. Par exemple, plusieurs carbones peuvent être asymétriques.
Ainsi, pour présenter le nom complet de la molécule, on ajoute devant son nom « (xR, yS)- », où x et y sont les numéros de position des centres stéréogènes et R et S sont les configurations possibles pour chacun d'eux. Les numéros de position sont déterminés par d'autres conventions. 
On peut donc avoir du (2S,5R)-5-chlorohexan-2-ol, du (2S,5S)-5-chlorohexan-2-ol, du (2R,5R)-5-chlorohexan-2-ol ou encore du (2R,5S)-5-chlorohexan-2-ol.

### À propos des priorités
On détaille ces quelques cas pour définir la priorité de manière absolue :
- Un atome R est prioritaire par rapport à un atome S.
- Un groupe d'atomes R/R est prioritaire par rapport à un groupe d'atomes R/S.
- Un groupe Z est prioritaire par rapport à un groupe E.